# Primeres matèries
Les primeres matèries o les matèries primeres són els recursos d'origen mineral o agrícola que les persones extreuen de la natura que, per una sèrie de transformacions industrials o artesanals es transformen en productes intermedis o productes de consum final. És un concepte relatiu: per exemple la llet pot considerar-se un producte que ha estat processat, pasteuritzat homogeneïtzat i envasat; o una matèria primera del formatge o del iogurt. El seu paper s'amplia en el marc d'una producció circular.

## Economia circular
Tradicionalment, hom considerava primeres matèries com si fossin recursos tan abundants que eren quasi infinits. S'explotaven sense límits recursos «naturals» d'origen animals com la llana i les pells bruts, d'origen vegetal com el cotó brut, la fusta, el suro o d'origen minerals com el carbó, el petroli, la sorra, l'urani. Des de l'inici dels anys 1970, dos fenòmens simultanis, l'augment exponencial de la població mundial així com del consum per persona van ensenyar les límits d'una Terra que en realitat és un sistema, sí, obert en fluxos d'energia, però tancat, finit quant a la matèria, i que hi ha límts al creixement.
En adonar-se que les primeres matèries no són infinites, cada vegada més els residus, són utilitzats com una mena de «mineral» del qual hom pot extreure primeres matèries valuoses. Si abans, hom només extreia ferro del mineral, ara, una gran part del ferro s'extreu de cotxes vells, de rentadores llençades, etc. A més de l'objectiu ecològic de despol·lució i reducció del volum de residus, la finitud de les reserves naturals, en fa una necessitat econòmica. La consciència que el món és finit i que les primeres matèries «naturals» poden acabar-se, contribueix a fer que un millor ús de deixalles o de productes en fí de vida esdevé tant econòmicament rendible com ecològicament necessari. Així, l'extracció d'alumini, ferro, coure… des de ferralla i altres residus metàl·lics costa entre 70 i 95% d'energia menys que l'extracció des del mineral.